# Radermachera glandulosa
Espèce
Classification phylogénétique
Radermachera glandulosa est une espèce de plantes à fleurs de la famille des Bignoniacées. C'est un arbre originaire d'Asie du Sud-Est.

## Description
Cet arbre peut atteindre 15 mètres de haut.
Les feuilles, longues de 40 à 50 cm, comptent de 3 à 7 folioles elliptiques de 20 cm de long.
Les fleurs sont blanches, en forme de clochettes de 3 cm de long environ.

## Distribution
Sud de la Chine (Guangdong, Guangxi), Indochine : Myanmar, Bornéo, Philippines.